# Rampage (2009)
Rampage (Alternativtitel: Rampage – Rache ist unbarmherzig) ist ein kanadisch-deutscher Actionfilm in Koproduktion von Uwe Boll aus dem Jahr 2009. Der Film behandelt, wie bereits seine früheren Werke Amoklauf und Heart of America, den Amoklauf eines Mannes. Im Jahr 2014 erschien die Fortsetzung Rampage: Capital Punishment. Im Herbst 2016 wurde mit Rampage: President Down der dritte Teil der Reihe auf DVD (Direct-to-DVD) veröffentlicht.

## Handlung
Bill Williamson hat einen extremen Hass auf die moderne Gesellschaft entwickelt. Der 23-Jährige lebt bei seinen beiden berufstätigen Eltern und soll nun langsam den Sprung in die Gesellschaft schaffen und von zu Hause ausziehen. Doch der Automechaniker hat eigene Pläne. Über seinen besten Freund, den politischen Aktivisten Evan Drince, hat er sich Kevlar-Materialien bestellt und bastelt diese zu einem kugelsicheren Kampfanzug zusammen. Während seine Eltern denken, er würde College-Bewerbungen schreiben, begibt er sich aus dem Haus. Mit einem ferngesteuerten Lieferwagen befördert er eine mit einem Fernzünder ausgestattete Bombe in ein Polizeigebäude und zündet die Bombe. Er verlässt den Ort des Geschehens und feuert mit Maschinenpistolen in der Innenstadt willkürlich auf fliehende Passanten. In einem Friseurgeschäft treibt er die Angestellten und deren Kundschaft in eine Ecke und erschießt diese. In einem Starbucks-ähnlichen Laden lässt er dem Angestellten, mit welchem er in einer früheren Szene eine Konfrontation hatte, fünf Sekunden Zeit zu verschwinden (während das Schicksal des Angestellten in der geschnittenen deutschsprachigen Version nicht klar wird, erschießt er den Mann in der US-amerikanischen- bzw. ungekürzten deutschen Version). Sein Weg führt ihn zu einer Bank, wo er einige Schalterbeamte erschießt und den Geschäftsführer zwingt, den Safe zu öffnen. Das Geld verbrennt er augenscheinlich vor den Augen der Bankbesucher. Dabei handelte es sich aber um Falschgeld, welches er zuvor selber angefertigt hatte. Bevor die Polizei auftaucht, geht er in eine Bingohalle, wo sein Auftreten in voller Kampfmontur keinerlei Reaktion hervorruft. Enttäuscht zieht er weiter. Von der Polizei verfolgt fährt er in Richtung Wald, wo Evan, mit dem er sich zum Paintballspielen verabredet hat, auf ihn wartet. Bevor er ihn erreicht, tötet er mit einer Bombe zwei Polizeibeamte in einem Wagen. Zwei weitere Beamte tötet er durch eine weitere Explosion und ersticht einen dritten Beamten, Sheriff Melvoy, mit einem Messer, wobei er ihn in der US-amerikanischen Version davor noch verhöhnt. Er trifft auf Evan, den er mit einem Kopfschuss, welcher auf Selbstmord hindeuten soll, erschießt. Er zieht ihm seine Kampfmontur an, verbrennt seine übrige Tatkleidung und fährt nach Hause, wo er vor seinen Eltern den Ahnungslosen spielt und sich schockiert über die Ereignisse zeigt. Da sein bester Freund als Haupttäter gilt, lassen ihn seine Eltern in Ruhe. Er packt seine Sachen und einen Teil des Geldes aus dem Banküberfall in einen Koffer.
Das Ende ist in der deutschsprachigen und in der Originalfassung unterschiedlich. In der Originalfassung ist zunächst eine Texttafel zu sehen, auf der steht „Bill Williamson disappeared that same evening. 2 years later these statements were posted online …“ (dt.: „Bill Williamson verschwand am selben Abend. Zwei Jahre später wurden diese Statements online veröffentlicht.“) Danach ist ein Monolog zu sehen, in dem Williamson seine Taten als „Bevölkerungspolitik“ bezeichnet. Die deutsche Version endet mit der Texttafel „After posting these statements online, police found more incriminating evidence in Bill Williamson’s house. He was arrested and sentenced to death.“ (dt.: „Nachdem er diese Statements online veröffentlichte, fand die Polizei mehr belastende Beweise in seinem Haus. Er wurde verhaftet und zum Tode verurteilt.“)

## Hintergrund
Das Budget des Films lag bei 4,5 Millionen Euro.
Nach Amoklauf und Heart of America ist dies bereits der dritte Film von Uwe Boll, der sich mit dem Thema Amoklauf beschäftigt. Boll sieht den Film als Gesellschaftskritik und sagt dazu: „Mich interessiert, wie Leute durchdrehen und die Frage, was Leute dazu bringt solche Sachen zu machen.“ Er möchte mit dem Film die Moralvorstellungen der Gesellschaft anprangern und ebendieser Gesellschaft einen Spiegel vorsetzen. Er sieht den Film auch als Satire auf die Finanzkrise ab 2007. Zudem versteht er den Film auch als Auseinandersetzung mit den Amokläufen von Jugendlichen, im Speziellen den Amoklauf von Winnenden:

„Da ist schon eine zweite Ebene, die einem die Frage vor Augen führt: In welcher Gesellschaft haben wir denn die letzten zehn Jahre gelebt? Im Endeffekt: Der Stärkere überlebt.(…) Die Moral in der Gesellschaft lautet doch: Versuch dein Möglichstes, dass du deine Schäfchen ins Trockene bringst. Was danach passiert ist doch scheißegal. Und mit der Mentalität haben die Politiker agiert, hat die Wirtschaft agiert – und da muss man sich nicht wundern wenn ein Typ wie in Winnenden einfach sagt: Ich blase jetzt einfach mal so 20 Mann weg.“

Der Film ist nach eigener Aussage „sehr gewaltverherrlichend“ und konnte in seiner deutschen Veröffentlichung nur ohne Jugendfreigabe und mit Schnitten um die 4 Minuten veröffentlicht werden. Dabei fielen nicht nur Gewaltszenen der FSK zum Opfer, sondern auch einige Dialogszenen. Das Ende des Films musste umgeschnitten werden und ein alternatives Ende mit dem Tod des Täters wurde eingefügt (siehe auch Handlung).

„Die Absurdität bei RAMPAGE ist ja die, dass eigentlich nur am Schluss was geändert werden musste. (…)  Die wollen nämlich, dass die Polizei ihn kriegt. Und das ist eine vollkommene, finde ich, eine unglaubliche Kulturzensur, weil, der Film ist ja als Satire auf die Finanzkrise zu sehen. Nach dem Motto, du musst nur rigoros genug sein, dann kommst du damit davon. So. Ja, wenn er aber am Schluss gar nicht mehr davonkommt, dann hätte ich den Film ja gar nicht gedreht, sozusagen. Für mich ist das der härteste Schlag, den ich bisher von der FSK bekommen hab’, weil das ja noch nicht mal mehr ‘ne Diskussion ist um explizite Gewaltdarstellung oder so was.“

Am 25. Februar 2011 veröffentlichte Splendid in Deutschland die ungeschnittene Fassung als „Black Edition“, die von der Juristenkommission der Spitzenorganisation der Filmwirtschaft als „strafrechtlich unbedenklich“ eingeschätzt wurde.
Im Jahr 2014 inszenierte Uwe Boll die Fortsetzung Rampage: Capital Punishment. Brendan Fletcher ist hier erneut in der Hauptrolle zu sehen, Boll verfasste wieder das Drehbuch und übernahm auch die Produktion. Am 14. Oktober 2016 wurde der dritte Teil der Reihe, Rampage: President Down, Direct-to-DVD veröffentlicht. Boll übernahm zum dritten Mal die Regie und wirkte wieder beim Drehbuch mit, Brendan Fletcher nahm erneut die Rolle des Protagonisten ein.

## Kritiken
Das Lexikon des internationalen Films schreibt: „Brutaler Actionfilm, dessen dürftige Gesellschaftskritik kaum bemäntelt, dass es primär ums lustvolle Ausmalen von Explosionen und Abschlachtereien geht.“
Die überwiegende Mehrheit der Filmkritiker bezeichnet den Film jedoch als eines von Bolls gelungeneren Werken und bewertete ihn positiv. Lediglich die von vielen als selbstzweckhaft empfundenen Gewalteinlagen wurden von Kritikern hinterfragt. So attestiert ein Cinema-Redakteur dem Werk „intelligente B-Movie-Unterhaltung“ und bezeichnet das Werk als „[i]ntelligentes Psychogramm eines Amokläufers, das phasenweise leider in schwelgerische Ego-Shooter-Optik abrutscht.“